# Edward D. Hoch
Edward Dentinger Hoch (Rochester, 22 febbraio 1930 – Rochester, 17 gennaio 2008) è stato uno scrittore statunitense di romanzi gialli e di fantascienza.

## Biografia
Edward D. Hoch cominciò a scrivere negli anni '50; il primo racconto venne pubblicato nel 1955 in Famous Detective Stories, e vi appare per la prima volta Simon Ark, un investigatore dell'occulto sacerdote della chiesa copta che sostiene di avere 2000 anni e che sarà protagonista di altri racconti di Hoch pubblicati anche in The Saint Mystery Magazine. Nel 1971 e nel 1984 i racconti vennero pubblicati in tre raccolte.
Nel 1956 iniziò a pubblicare opere di fantascienza con il racconto "Co-Incidence" pubblicato in The Science Fiction Stories con lo pseudonimo Irwin Booth. Hoch fece uso di altri pseudonimi come Stephen Dentinger, Pat McMahon e R L Stevens. Dal 1969 al 1975 pubblica alcuni racconti di fantascienza della serie Computer Cops, un mix tra giallo e fantascienza.
Nel gennaio 1962 cominciò ad apparire nell'Alfred Hitchcock's Mystery Magazine. Nel dicembre 1962 iniziò la collaborazione di maggior successo, con un primo racconto nell'Ellery Queen's Mystery Magazine; negli anni successivi EQMM pubblicò oltre 450 storie di Hoch, circa la metà della sua produzione. Dal maggio del 1973 EQMM pubblicò un nuovo racconto di Hoch ad ogni uscita: dal maggio 2007 l'autore collezionò 34 anni di uscite senza perdere un numero.
Edward D. Hoch morì d'infarto a 77 anni. Era sposato con Patricia McMahon.

## Stile
Hoch era un maestro del racconto giallo classico, enfatizzando più il mistero e la deduzione piuttosto che la suspense e l'azione rapida; EQMM lo ha definito "Il Re del Whodunit Classico". Le sue storie sono molto ben scritte e spesso ci sono puzzle ben tracciati, con indizi — sia fisici che psicologici — ben curati e presentati in modo corretto. Era particolarmente portato a racconti di "crimini impossibili", nei quali tutte le apparenze del crimine (in genere un omicidio), non avrebbe potuto essere commesso affatto; ha inventato numerose varianti sul "mistero della porta chiusa" reso popolare da John Dickson Carr ed altri. Ad esempio, ne "Il secondo problema del Ponte Coperto", un uomo viene colpito a distanza ravvicinata, mentre è da solo su un ponte coperto, e la folla dei testimoni vede entrambe le estremità del ponte.

## Riconoscimenti
- Nel 2001 riceve il Grand Master Award per la narrativa breve.[3]
- Nel 2005 riceve il Premio Barry per il miglior racconto breve con The War In Wonderland.
- Nel 2008 riceve il Premio Barry per il miglior racconto breve con The Problem of the Summer Snowman.

## Opere
Hoch ha pubblicato articoli su riviste usando gli pseudonimi di "Stephen Dentinger", "RL Stevens", "Pat McMahon", "Anthony Circus", "Irwin Booth", "R. E. Porter", "Mr. X" ed il nome collettivo "Ellery Queen"; in molti casi la rivista riportava anche un suo altro racconto con il suo nome originale. Hoch ha scritto anche un romanzo pubblicato come Ellery Queen, sotto la supervisione di Manfred Lee, uno degli scrittori che portarono quel nome alla ribalta.
Ha pubblicato anche un brano intitolato lo Zoo.
Della serie Simon Ark
- 1971 The Judges of Hades and Other Simon Ark Stories
- 1971 City of Brass and Other Simon Ark Stories
- 1984 The Quests of Simon Ark

Della serie Computer Cops
- 1971 The Transvection Machine
- 1973 The Fellowship of the HAND
- 1975 The Frankenstein Factory: A Novel of the Future

Raccolte:
- 2014 The Future Is Ours: 29 Tales of the Fantastic